# 薛季宣
薛季宣（1134年—1173年），字士龍，號艮齋，永嘉（今浙江溫州）人。南宋哲學家。

## 生平
祖父薛強立，曾任江寧府（今南京）觀察推官。薛徽言之子。幼年父母雙亡，隨伯父薛弼宦遊四方，薛弼曾任岳飛參謀官，薛季宣喜歡聽岳飛、韓世忠用兵事。十七歲從荊南帥孫汝翼聘為書寫機宜文字。後從程頤弟子袁溉學。紹興三十年（1160年）以伯父蔭出任鄂州武昌（今湖北鄂城縣）縣令，樞密使王炎薦為大理寺主簿。乾道六年（1170年），奉命前往淮西安撫流民。
季宣反对空谈义理，开永嘉事功学派先河，學者稱常州先生。卒於乾道九年（1173年）。著有《古文周易》十二卷，《书古文训》十六卷，《春秋经解》十二卷，《春秋旨要》二卷，《论语少学》，《论语直解》，《十国纪年通谱》，《汉兵制》，《九州图志》及《浪语集》三十五卷等。

## 延伸阅读
[在维基数据编辑]
 《宋史/卷434》，出自脱脱《宋史》